# Abbazia di Clonard
L'abbazia di Clonard (In irlandese Cluain Eraird, ovvero "il prato di Eraird") era un monastero del primo medioevo situato sulle rive del Boyne, proprio accanto alla tradizionale linea di confine che separa le due metà dell'Irlanda nell'odierna contea di Meath. Nei pressi c'è l'omonimo villaggio di Clonard.

## La storia
L'abbazia di Clonard venne fondata attorno al 520 da Finnian di Clonard che iniziò costruendovi una singola cella che originariamente poteva trovarsi presso Ard Relec. Secondo le cronache medioevali Finnian sarebbe stato guidato colà da un angelo che gli avrebbe detto che quello sarebbe stato il posto della sua resurrezione, egli quindi si mise in viaggio per cominciare la costruzione secondo gli insegnamenti ricevuti a Tours e Llancarfan. Lo stesso Finnian vi venne poi sepolto attorno al 549 e nel corso del VI secolo alcuni dei più eminenti rappresentanti del cristianesimo celtico vi svolsero i propri studi, formando un gruppo che sarebbe divenuto noto come i Dodici apostoli d'Irlanda.
L'abbazia sorgeva sull'Esker Riada, il più grosso sistema di strade del medioevo, più precisamente sul suo punto più alto, era anche nei pressi del confine fra il Regno del Leinster e il Regno di Mide teatro di occasionali guerre.
Dall'VIII secolo in poi l'abbazia andò sotto il controllo di politiche dinastiche in reciproca rivalità e dalla metà del IX secolo in poi era una delle maggiori chiese d'Irlanda. L'abate di Clonard guidava il clero delle regioni centrali allo stesso modo in cui quello di Armagh guidava quello delle regioni settentrionali. Durante i suoi giorni di splendore un inno scritto in onore di Finnian voleva che l'abbazia fosse abitata da circa 3.000 discepoli che ricevevano un'istruzione religiosa.
Buona parte della struttura originaria venne distrutta in un incendio nel 764 e come molti altri monasteri irlandesi anche Clonard patì durante le razzie compiute dai Vichinghi fra il IX e l'XI secolo. Nell'838 fu la volta dei danesi che distrussero l'abbazia e passarono i monaci a fil di spada, tanto che essi tornarono solo mezzo secolo dopo, nell'888. L'abbazia venne distrutta altre due volte una nel 939 da Ceallachan, re di Cashel, che la mise a ferro e fuoco con l'aiuto dei danesi di Waterford e di nuovo nel 970 da tale Donell, figlio di Murcha che la saccheggiò e la diede alle fiamme.
Dal Sinodo di Rathbreasail del 1111 Clonard divenne sede vescovile, cui vennero aggiunte anche le sedi di Trim, Ardbraccan, Dunshaughlin e Slane, segno della rilevanza che aveva a quei tempi, condizione che venne ratificata dal Sinodo di Kells del 1153.
Nel 1113 Connor, re del Munster, saccheggiò le terre di Meath privandole delle loro ricchezze che erano state poste nell'abbazia per preservarle.
Nel 1143 un incendio accidentale distrusse gran parte dell'abbazia compresa l'intera biblioteca, mentre nel 1170 venne saccheggiata e distrutta da tale M'Murcha insieme a un contingente, inglese, ricostruita patì un simile destino ancora nel 1175. In quello stesso anno Walter de Lacy, Signore di Meath costruì sulle sue rovine un monastero, probabilmente di Agostiniani. Durante il XII secolo Clonard cadde in un progressivo, ma inarrestabile declino e nel 1212 il vescovo normanno de Rochfort trasferì la sede vescovile a Trim, in quella che doveva diventare la Diocesi di Meath.
Dell'abbazia oggi rimane pochissimo, dall'alto si possono vedere i contorni di alcune mura e i resti di qualche terrapieno.